# Schistura caudofurca
Schistura caudofurca är en fiskart som först beskrevs av Mai, 1978.  Schistura caudofurca ingår i släktet Schistura och familjen grönlingsfiskar. IUCN kategoriserar arten globalt som livskraftig. Inga underarter finns listade i Catalogue of Life.